# Народни покрет за ослобођење Судана
Народни покрет за ослобођење Судана (енгл. Sudan People's Liberation Movement), је владајућа политичка партија и некадашњи побуњенички покрет у Јужном Судану. Основана је 1983. године, а седиште јој је у граду Џуба. Први председник био је Џон Гаранг, а наследио га је Салва Кир Мајардит 2005. године. Главни циљеви покрета били су ослобођење и отцепљење региона Јужни Судан од државе Судан, што се и десило 9. јула 2011. године. Од тог момента НПОС је постао главна партија новоформиране државе.